# Fukui Kenicsi
Fukui Kenicsi (Nara, 1918. október 4. – Kiotó, 1998. január 9.) japán kémikus. 1981-ben kémiai Nobel-díjjal tüntették ki, Roald Hoffmann-nal megosztva, „a kémiai reakciók mechanizmusainak (egymástól függetlenül végzett) vizsgálatáért”.

## Életrajz
Fukui Rjokicsi és Fukui Csie három fia közül a legidősebbként született 1918. október 4-én, Narában. A Kiotói Császári Egyetem 1941-es elvégzését követően néhány évig a hadsereg üzemanyag-laboratóriumában a szintetikus üzemanyag kémia kísérleti kutatásával foglalkozott. 1943-ban a Kiotói Császári Egyetem Üzemanyag-kémiai Tanszékének előadója, majd 1945-től adjunktusa, s 1951-től professzora lett.